# Fragaria moupinensis
Fragaria moupinensis là loài thực vật có hoa trong họ Hoa hồng. Loài này được (Franch.) Cardot mô tả khoa học đầu tiên năm 1916.